# Gharrous
Gharrous (em árabe: غروس) é uma cidade e comuna localizada na província de Mascara, Argélia. Segundo o censo de 2008, a população total da cidade era de 3 619 habitantes.